# Rosario Aquim
Rosario Aquim Chávez (Riberalta, 1964) es una comunicadora, activista, poeta y ensayista boliviana. Destacada por los temas de su obra poética centrados en el erotismo, la sensualidad y la subjetividad así como por su trabajo como activista de derechos y pensadora feminista.

## Biografía
Aquim nació en el municipio de Riberalta en el Departamento de Beni, al noreste de Bolivia. A sus dieciocho años se trasladó a la ciudad de La Paz, sede del gobierno en Bolivia. Cuenta con una licenciatura en  Ciencias de la Comunicación  otorgada por la Universidad Católica Boliviana y numerosos estudios de posgrado que incluyen: Maestría en Filosofía y Ciencia Política y Maestría en Desarrollo Rural, otorgados por el CIDES de Universidad Mayor de San Andrés, doctorado en Estudios Multidisciplinario en Ciencias del Desarrollo y Post doctorado en Filosofía, Ciencia y Tecnología en el CEPIES-UMSA-Universidad de Bremen, Alemania. 
Su obra y su trabajo abarcan temas relacionados con la diversidad sexual, la decolonialidad, derechos de las mujeres, trata y tráfico de personas. Fue fundadora de la Red Boliviana de Monitoreo y Evaluación de Bolivia. Fue amiga personal de la filósofa María Lugones, sobre quien escribió una obra en 2024.
En 2020 fue nombrada Gerente General del canal Abya Yala TV,cargo que desempeñó hasta marzo de 2021.

## Obras
- Derechos o resistencia: los anormales, ¿monstruos o humanos?, 2008.[5]
- Formaciones sociales y estructuras simbólicas en los Andes, 2008.[5]
- Poder y Suplicio: las Tramas del Desarrollo, 2006.[5]
- Antología Poética» Selección y edición de Nohora Arrieta Fernández, crítica literaria colombiana, 2012.
- Ninfa Queer (Prólogo de Virginia Ayllón), 2009.
- Tiempo Enamorado (Prólogo de Homero Carvallo), 2006.
- Ojos del Cuerpo (Prólogo de Raúl Prada), 2003.
- Memorias de la Piel (Prólogo de Raúl Prada), 2001
- Detrás del Cristal (Prólogo de Pedro Shimose), 1997;

- Inquietud de ausencia, 2023[2]
- La incorregible rebeldía de María Lugones, 2024[7]
- De duendes, ángeles y otros demonios, 2024[11]

## Reconocimientos
En 2024 recibió un reconocimiento de la Cámara de Diputados: Reconocimiento al mérito nacional 